# Margarete von Hattstein
Margarete von Hattstein († 1576) war Adlige und Äbtissin.
Margarete von Hattstein war die Tochter des Usinger Amtmanns Marquard von Hattstein. Sie war 1556–1563 Bursenerin, 1569–1571 Verwalterin und 1574 die letzte Äbtissin des Klosters Thron bei Wehrheim im Taunus.

## Leben
1528 führte der Mitlandesherr Philipp der Großmütige (dem ein Viertel des Amtes Wehrheim gehörte) die lutherische Lehre ein. Auch der Mitlandesherr Wilhelm von Nassau-Dillenburg war Anhänger der Reformation, stand aber loyal zum (katholischen) Kaiser. Das Kloster Thron wurde daher nicht aufgehoben, sondern bestand unter widrigen Umständen weiter. Prediger in der Nikolauskapelle des Klosters wurde der spätere lutherische Pfarrer von Wehrheim, Konrad Eifert. Nach dem Tod der Äbtissin Elisabeth von Waldersdorf 1561 wurde Margarete von Hattstein Vorsteherin des Klosters. Unter Johann VI. Nassau-Dillenburg verschärfte sich die Situation des Klosters weiter. Da Kurtrier inzwischen Mitlandesherr geworden war, war eine Aufhebung der Klosters undenkbar. Johann VI. verhinderte aber die Aufnahme neuer Nonnen und das Kloster verödete zunehmend. Zum Amtsantritt von Margarete von Hattstein gab es im Kloster nur noch drei Novizinnen und die 14-jährige uneheliche Tochter des Johann von Hattstein. Mit dem Tod von Margarete von Hattstein hatte Nassau-Dillenburg das Ziel erreicht und das Kloster wurde aufgelöst.
Ihre Grabplatte ist erhalten und in einer nach 1872 erbauten Scheune eingemauert.